# Ridvan Qazimi

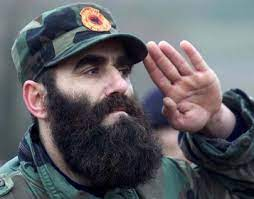
Ridvan Qazimi, auch als Kommandant Lleshi bekannt

Ridvan Qazimi (* 4. April 1964 in Bujanovac; † 24. Mai 2001 in Preševo) war ein Kommandeur der Befreiungsarmee für Preševo, Medveđa und Bujanovac. Während des Krieges im Preševo-Tal war er einer der vier Kommandeure der UCPMB und Führer der 112. Brigade. Während der Jugoslawienkriege kämpfte er im kroatischen Unabhängigkeitskrieg, im Bosnienkrieg und im Kosovokrieg, in dem er auch Mitglied der Kosovo-Befreiungsarmee (UCK) war.

## Biografie
Rizvan Qazimi wurde am 4. April 1964 in Bujanovac geboren.
Er absolvierte die Maschinenbauschule in Pristina, arbeitete aber als Schneider und war Besitzer einer Boutique in Bujanovac. Er nahm am Kroatien- und Bosnienkrieg gegen die Serben teil und kämpfte auch in den Reihen der Kosovo-Befreiungsarmee während des Kosovo-Krieges, wo er unter dem Kommando von Adem Jashari stand, dessen Bild er in seinem Hauptquartier in Konculj aufbewahrte.
Zusammen mit Shefket Musliu, Muhamed Xhemajli und Mustafa Shaqiri befehligte er die UÇPMB während des Aufstands im Preševo-Tal von 1999 bis 2001. Er war Leiter der Verhandlungsdelegation der UÇPMB bei allen Friedensgesprächen. Er war einer der UCPMB-Kommandeure, die sich für Verhandlungen und eine friedliche Lösung von Problemen einsetzten.

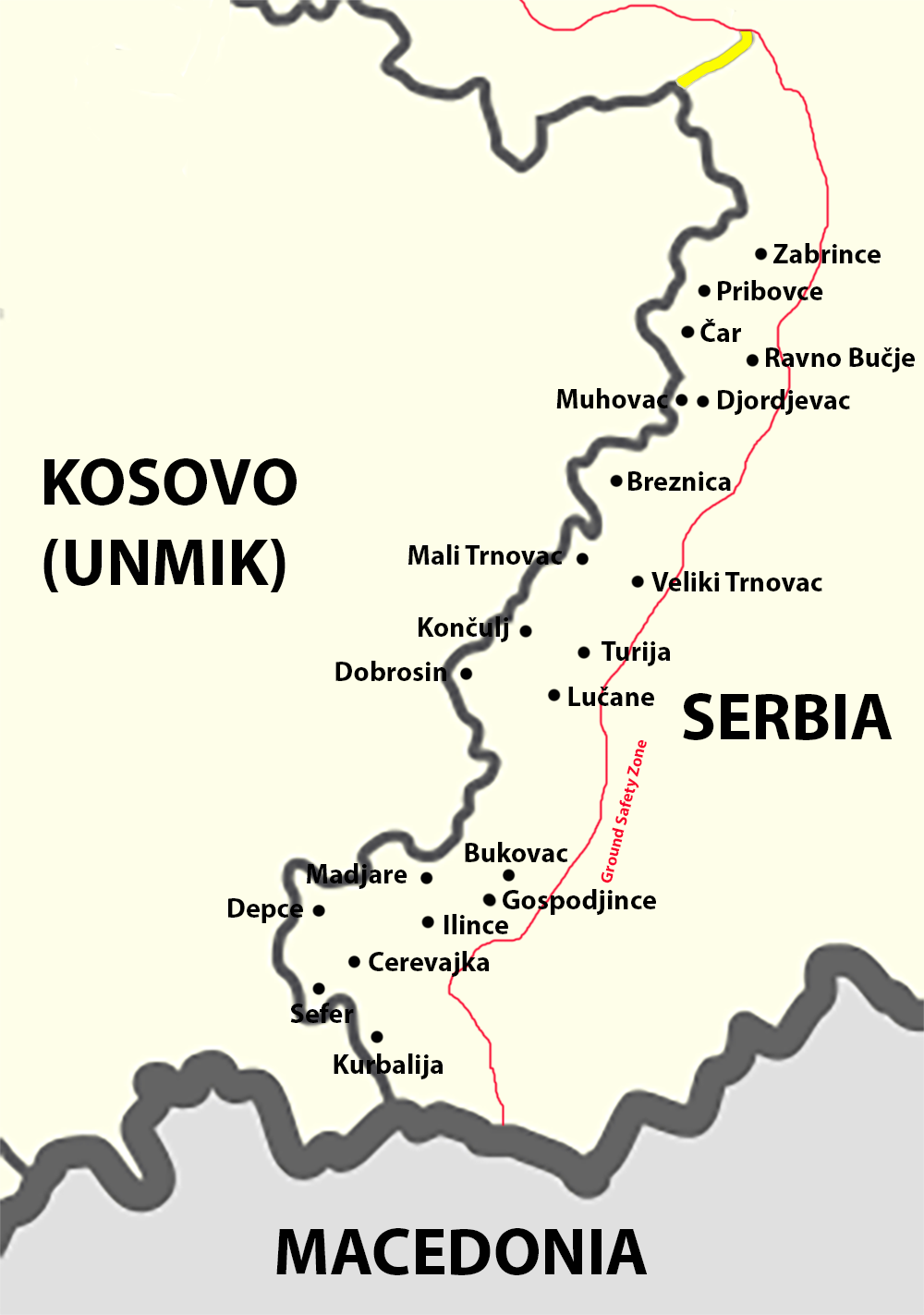
Dörfer unter der Kontrolle der UCPMB im Jahr 2000

Er war unter seinen Soldaten als Kommander Lleshi bekannt. Er war verantwortlich für den UCPMB Center Sector, zu dem die Dörfer Breznica, Mali und Veliki Trnovac, Dobrosin, Konculj und Lučane gehörten. Das Kommando über seinen Sektor befand sich im Dorf Veliki Trnovac. Er befehligte eine Gruppe von 600 bis 700 Soldaten (112. Brigade), die während des Konflikts in Südserbien die meisten Angriffe verübte. Gegen Ende des Konflikts kündigte er an, dass er der letzte sein würde, der seine Waffe niederlegen würde, aber dass er sie trotzdem niederlegen würde. Er warnte dann, dass die UCPMB auf jede Provokation der serbischen Streitkräfte beim Betreten der Bodensicherheitszone heftig reagieren werde, einem Gebiet, das den serbischen Streitkräften nach dem Kumanovo-Abkommen verboten war.

## Tod
Im Rahmen des Plans für die Rückkehr der jugoslawischen Armee in die Bodensicherheitszone unterzeichneten die UCPMB-Kommandeure Shefket Musliu, Muhamed Xhemajli, Ridvan Qazimi und Mustafa Shaqiri am 21. Mai 2001 in Konculj in Anwesenheit von Sean Sullivan, dem Leiter des NATO-Büros für Jugoslawien, ein Abkommen über die friedliche Demobilisierung der UCPMB. Danach sollte die jugoslawische Armee bis zum 31. Mai 2001 in den Sektor B der Bodensicherheitszone eindringen.
Qazimi wurde nur drei Tage später, am 24. Mai 2001, während eines Konflikts zwischen der UCPMB und den jugoslawischen Streitkräften, der von 11:30 bis 3:00 Uhr dauerte, in der Nähe von Veliki Trnovac durch einen Scharfschützen getötet. Den Journalisten wurde an diesem Tag im Pressezentrum der Koordinierungsstelle für die Gemeinden Bujanovac, Preševo und Medveđa mitgeteilt, dass es sich in Wirklichkeit um einen Unfall gehandelt habe und dass Qazimi und andere Mitglieder der UCPMB erschossen worden seien, weil sie nach einer früheren Vereinbarung nicht dort sein sollten, während die jugoslawischen Streitkräfte in die Bodensicherheitszone eindrangen. Der damalige Präsident des Koordinierungsgremiums, Nebojsa Čović, drückte sein Bedauern über dieses Ereignis aus, das er später mehrmals wiederholte.

## Vermächtnis
Nach dem Konflikt errichteten die Albaner 2002 am Ortseingang von Veliki Trnovac ein Denkmal für ihn. Er wird von den Albanern in Südserbien hoch respektiert, und ihm zu Ehren wird jedes Jahr eine viertägige Demonstration mit dem Titel „Commander Lleshi’s Days“ abgehalten. Er bekam auch ein eigenes Museum, das am 26. November 2012 in Veliki Trnovac eröffnet wurde. Es wurde von einheimischen Albanern mit Hilfe der albanischen Diaspora gebaut. Es zeigt die persönlichen Gegenstände von Kommandant Lleshi – Fotos, Uniform, Waffen sowie den Jeep, in dem er getötet wurde.